# 克拉斯諾圖蘭斯克區

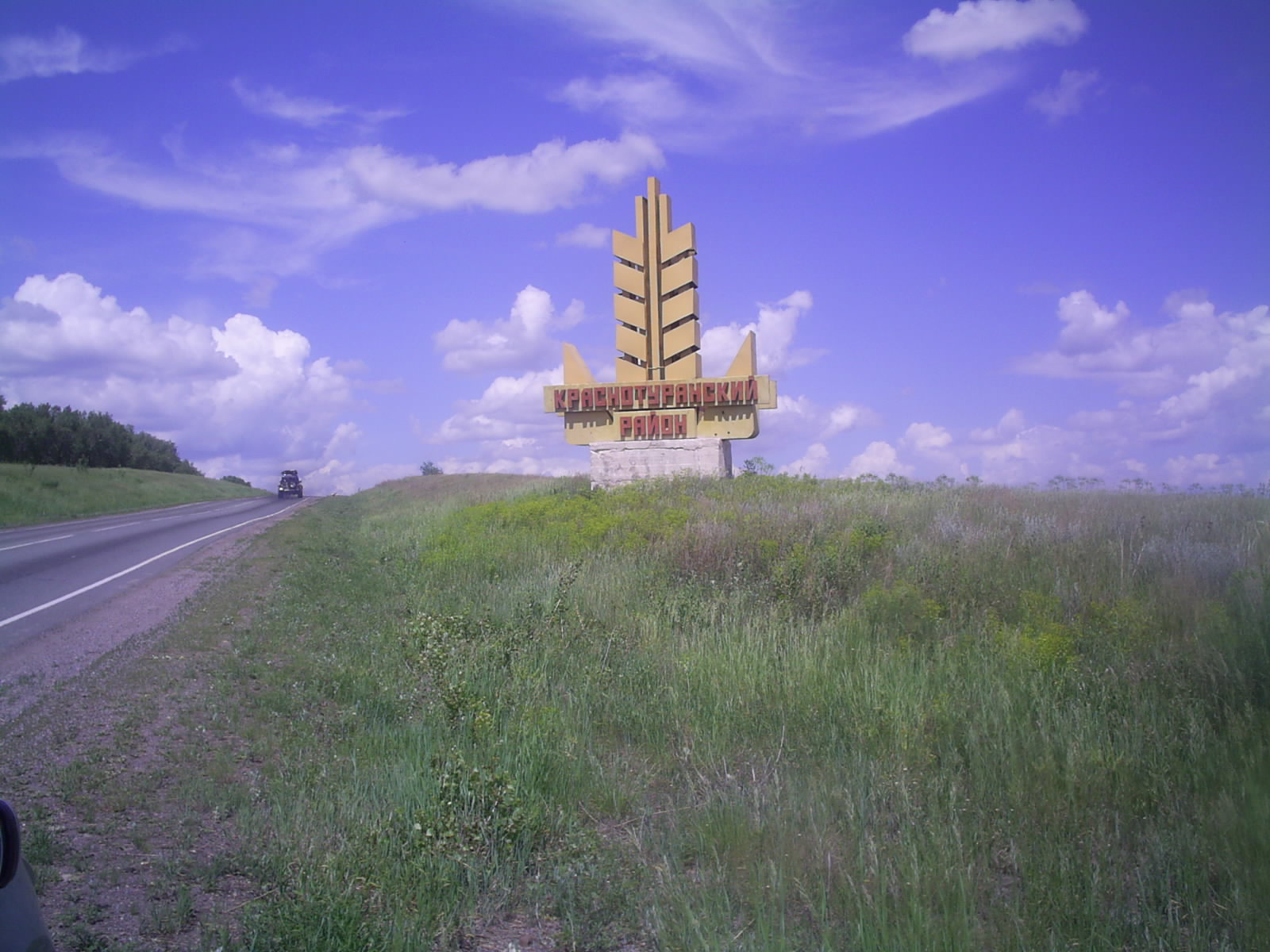

54°18′54″N 91°33′38″E / 54.31500°N 91.56056°E
克拉斯諾圖蘭斯克區（俄语：Краснотуранский район），是俄羅斯的一個區，位於該國中部，由克拉斯諾亞爾斯克邊疆區負責管轄，始建於1924年4月4日，面積3,462平方公里，2010年人口15,562，人口密度每平方公里4.5人。